# 江辺北路
江辺北路（カンビョンほくろ）はソウル特別市麻浦区と京畿道高陽市の境界上にある加陽大橋の北端から広津区と京畿道九里市との境界の近くにある千戸大橋の北端まで漢江の北側を沿って作られている都市高速道路である。開通当初は有料であったが後に無料開放された。ソウルワールドカップ競技場と接続している。ソウル特別市道70号線に指定されている。千戸大橋から九里市を経て南楊州市に至る区間も江辺北路と呼ばれるが、この区間は高速道路ではない。

## 歴史
- 1969年12月25日 - 最初の区間が開通。
- ？？？？年-無料化
- ？？？？年-8車線に拡張

## 接続する主な道路
- 自由路（国道77号線）
- 内部循環路（ソウル特別市道30号線）
- 東部幹線道路（ソウル特別市道61号線）

## 通過する自治体
- ソウル特別市
  - 麻浦区 - 龍山区 -  城東区 - 広津区